# 遼寧龍屬
辽宁龙（属名：Liaoningosaurus）是中国早白垩世甲龙类恐龙中一个不寻常的属，命名自辽宁义县组（阿普第阶）发现的两件化石标本。辽宁龙在高级鸟臀目中很不寻常，因为它被推测属于掠食或食腐动物，化石保存的内脏内容物显示它可能吃过鱼。此外，骨骼中的某些特征也表明它可能是半水生动物。

## 发现与命名
正模标本IVPP V12560是一副长约34（1英尺1英寸）的完整骨骼，发现于中国辽宁省早白垩世的义县组。模式种奇异辽宁龙（Liaoningosaurus paradoxus）由徐星、汪筱林和尤海鲁等人命名于2001年，属名取自化石发现地所在的辽宁省，种名指标本中存在结节龙科和甲龙类的混合特征。该标本最初因为未融合的椎体和神经弓而被视为幼年个体。
2016年，古生物学家季强提出，正模标本实际上已经完全发育成熟，化石不寻常的特征只是适应半水生习性的表现。如果该观点正确的话，辽宁龙将会成为已知最小的鸟臀目以及唯一已知的水生或半水生装甲恐龙。2018年，中国古生物学家郑文杰进行的一项显微解剖学研究得出的结论是正模标本的年龄不超过12个月。2019年，李晓波和罗伯特·雷兹又研究了三件标本，并得出同样结论。从义县组的四个不同地点和附近九佛堂组的一个地点采集了约20片辽宁龙标本，其中的大部分至今仍未被研究。

## 叙述
在所有已知甲龙类化石中，该标本在下颌孔的保留方面独一无二；化石上也可能存在眶前孔。辽宁龙具有相对较大的牙齿，包括前颌牙齿（可能是原始特征或幼年特征），牙冠尖端异常长而锋利，使每颗牙齿都具有叉子的形状。辽宁龙的下肢和脚部很长，手爪和脚爪又长又尖，有别于其它甲龙类的钝爪。这些特征最初被解释为幼年特征，因为标本体积小，脊柱和髋骨之间缺乏融合。然而，来自第二件标本的信息让一些科学家得出结论：髋部缺乏融合以及四肢和脚趾的加长实际上是对半水栖生活方式的适应；叉状的大型牙齿和锋利的爪子可能已经适应于捕捉鱼类和其他小动物。第二件标本中发现的胃容物表明，鱼可能是这种动物饮食的一部分，因此辽宁龙可能是食肉动物或者至少是杂食动物，这使它成为第一个被认为适应了这种生活方式的鸟臀目，尽管更多的基础鸟臀目如畸齿龙科和厚头龙下目曾经也被怀疑成肉食动物。

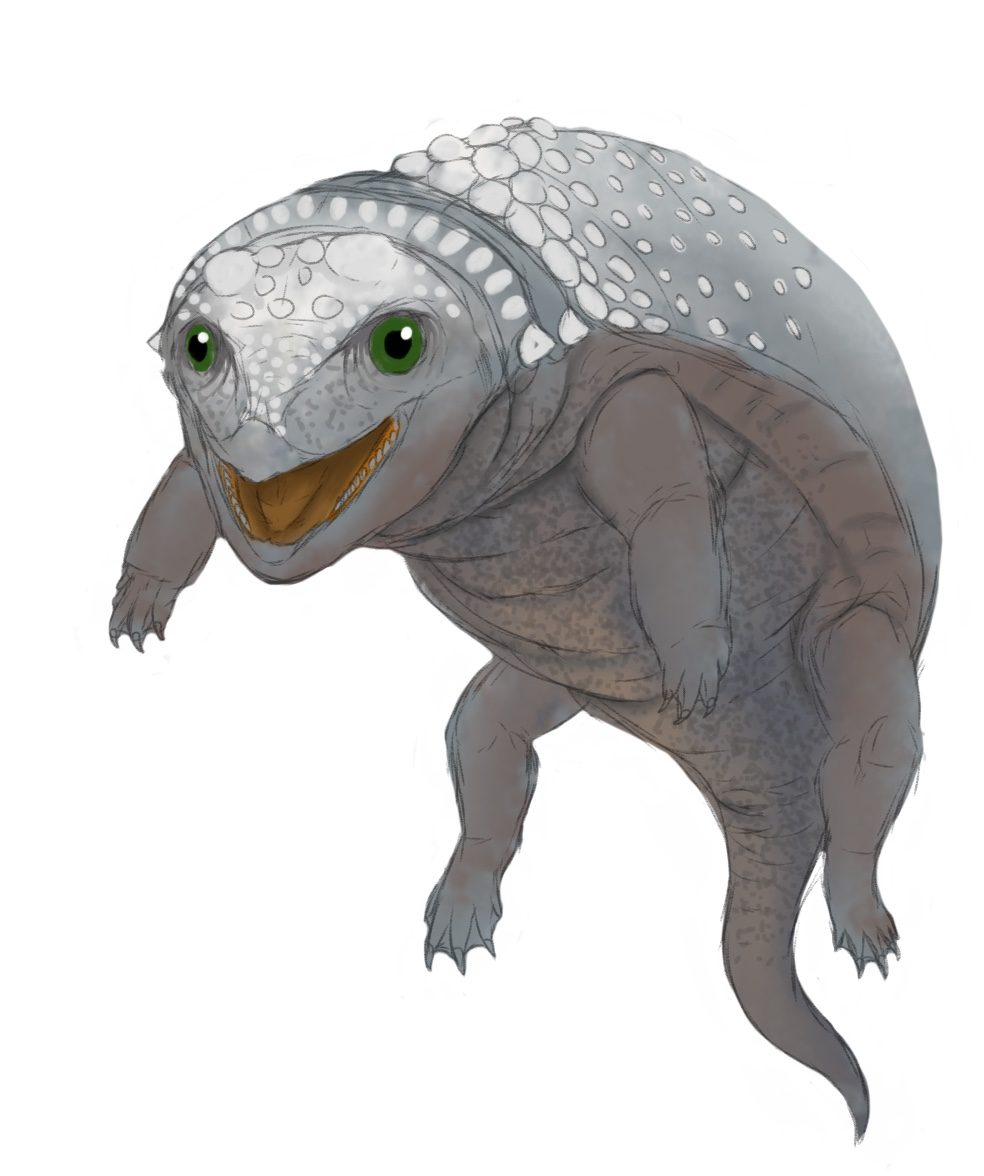
将辽宁龙显示为一种半水生乌龟状恐龙的复原图

最初从正模标本中识别出的另一个独特特征是腹部具有骨板。平坦的皮内成骨的大部分似乎覆盖于腹部下方，表面结构覆有六边形和菱形的小型凸起。类似的骨板从未在其它甲龙类中发现，并且有人提出，如果辽宁龙确实是半水生动物，那么腹甲可能像现代海龟一样保护它免受掠食者的攻击。肩部发现了较小的三角形皮内成骨，包括一个小型肩峰。但是近期检查认为它们并未融合成一块骨头，反而类似于正常的恐龙鳞片。 2013年，古生物学家维多利亚·阿博尔及其同事对假设的腹甲断裂边缘进行研究，但并未发现任何预期的内部结构。他们得出的结论是：“腹甲”可能是保留下来的皮肤碎片。

## 演化关系
由于亚成体标本年龄较小且存在典型甲龙科和结节龙特征科，因此很难确定辽宁龙的演化关系。徐星等人在2001年发表一篇系统发育分析，将辽宁龙作为结节龙科的一个早期分支，而Vickaryous等人在2004年将其临时划为地位未定的甲龙类。Thompson等人2011年进行的第二次系统发育分析表明辽宁龙是一种非常原始的甲龙科。2018年，郑提出辽宁龙可能是2014年九佛堂组发现的更大的传奇龙的幼体。